# Вулиця Старознесенська
Вулиця Старознесенська — вулиця в Личаківському районі Львова, у місцевості Знесіння. Пролягає від вулиці Почаївської до вулиці Богданівської, по території регіонального ландшафтного парку «Знесіння» та є головною вулицею Старого Знесіння.
Прилучаються вулиці Балкова, Заклинських, Буська, Польова, Марунька.

## Історія
Вулиця виникла під назвою Старознєсєнна, до 1931 року назву змінили на Старознесенську, від 1943 року по липень 1944 року — Знесенер-Дорфштрассе. За радянських часів, у 1956 році вулицю перейменували на вулицю Миронюка. У 1962 році до вулиці приєднали Кривчицьку вулицю Коротку (колишні назви — Комсомольська, Лінійна). У 1990 році вулиця отримала сучасну назву, на честь місцевості Старе Знесіння, де пролягає.

## Забудова
Вулиця Старознесенська забудована переважно приватними одно- та двоповерховими конструктивістськими будинками 1930-х—1960-х років. Деяку архітектурно-історичну цінність мають будинки № 44, 46, 48, 50, 52, 64. 
Під № 66 — вілла Завадовичів, споруджена у 1902 році та має риси модернізму в містечковій інтерпретації. Найбільш виразним є північний фасад, орієнтований до вулиці Старознесенської. Нині будинок перебуває в аварійному стані, але має певне історичне значення, оскільки його вважають першим будинком у Львові, спорудженим з цегли.. 22 серпня 2018 року, виконавчий комітет ЛМР затвердив ТзОВ «Ореста» містобудівні умови та обмеження на будівництво багатофункціонального готелю та багатоквартирного житлового будинку з вбудованими приміщеннями медіатеки, підземної автостоянки та трансформаторної підстанції на вул. Старознесенській, 58, 60, 60-А, 62, 62-А, 64, 66, 70 зі знесенням чинних будівель та споруд. Таким рішенням мерія погодила розбудову готельно-відпочинкового комплексу «Kavalier Boutique» на місці старовинної вілли Завадовичів. Під № 70 розташований готельно-ресторанний комплекс «Kavalier Boutique», зведений за незалежної України.
Під № 23 розташована церква Вознесіння Господнього (УГКЦ), зведена 1901 року на місці старої дерев'яної церкви, спорудженої ще у 1604—1605 роках. Біля церкви встановлений перший у Львові пам'ятний хрест, присвячений Дню незалежності України.
Під №№ 24–26 до початку 2000-х років знаходився завод скляних виробів «Галичскло», де виробляли пляшки для аптечної промисловості. Після численних фінансових операцій та перепродажів, підприємство збанкрутувало і 2008 року територію підприємства виставили на продаж. Майже десять років будівля заводу стояла пусткою. У 2016 році приміщення індустріального корпусу (10-ий корпус) колишнього заводу, де колись був цех скла, викупив холдинг «!ФЕСТ» та відкрив там найбільший нічний клуб у Львові, а також головний офіс холдингу із виробничими та складськими приміщеннями. 
За радянських часів на фасаді головного корпусу заводу була встановлена мармурова таблиця діячеві робітничого руху Владиславу Миронюку, вбитого під час квітневих подій 1936 року, а на території заводу було встановлене його погруддя. На початку 1990-х років обидві пам'ятки були демонтовані.
У будинку № 58 до радянської окупації розміщувалося згромадження сестер йосафаток.
Між сучасними вулицями Старознесенською, Польовою та залізничною колією розташована Род-гора (гора Баба — центр колишнього села Знесіння), на якій розташовувалося давньослов'янське капище Рода і Рожаниці та давнє городище. На горі понад 25 років тому був встановлений шестиметровий пам'ятний дубовий хрест, що протягом усього часу був місцем спільної молитви для декількох громад Львова. На початку січня 2019 року невідомими особами було вчинено акт вандалізму — зрізано шестиметрового дубового хреста.